# Tears of Mankind
Tears of Mankind — российская метал-группа, основанная в Сургуте в 2002 году.

## История
Проект образован в 2002 году в Сургуте единственным участником Филиппом Скобелиным. В дальнейшем onemanband играет в стиле gothic-doom-death и в 2002 году записывает первое демо Tears of Mankind.
В 2005 году подписывается договор с лейблом Stygian Crypt Prod. на издание первого альбома.
В 2006 году состоялся релиз Without Ray of Hope, который являлся сборником треков с демо-альбомов Where Angels Do Not Dare to Fly, Deep Inside the Silence и For My Last Pray.
В декабре этого же года выходит второй альбом «К Одиночеству…», впервые с русскоязычной лирикой (стихи Сергея «Solitude» Терентьева) на саблейбле BadMoodMan (Solitude Productions). В настоящее время Tears of Mankind выступает «живьём» с сессионными музыкантами из сургутской дэт-метал-группы N.O.S.P.A., в которой Филипп сам принимает активное участие с 1996 года.

## Состав
Основной состав
- Филипп «Phil» Скобелин — вокал, гитара, бас, семплы.

Сессионные музыканты
- Андрей Беркут — гитара
- Александр «Hanemann» Давыдов — гитара
- Дмитрий Рубанов — бас

## Дискография
- 2002 — Tears of Mankind (Demo)
- 2002 — Feast (Demo)
- 2003 — Silence (Demo)
- 2003 — Moenchsgesang (Demo)
- 2003 — Where Angels Do Not Dare to Fly (Demo)
- 2004 — Deep Inside the Silence (Demo)
- 2004 — To Nowhere (Demo)
- 2004 — For My Last Pray (Demo)
- 2005 — Pulse (Demo)
- 2005 — Unique (Demo)
- 2005 — Dark Times (Demo)
- 2006 — Without Ray of Hope (Stygian Crypt Productions)
- 2006 — «К Одиночеству…» (BadMoodMan)
- 2008 — Silent Veil of My Doom (Solitude Productions)
- 2011 — Memoria